# Asterix erobert Rom
Asterix erobert Rom (Originaltitel: französisch Les Douze Travaux d’Astérix, wörtlich „Die zwölf Arbeiten des Asterix“) ist der dritte Asterix-Zeichentrickfilm aus dem Jahr 1976. Die Handlung beruht im Gegensatz zu den anderen Asterix-Filmen nicht auf den Comicalben. Sie ist angelehnt an die Sage des Herakles und die zwölf Aufgaben, die dieser absolvieren muss, um sich von der Herrschaft des Eurystheus zu befreien und in den Olymp aufgenommen zu werden. Später wurde von Marcel Uderzo, Albert Uderzos Bruder, die Geschichte zum Film gezeichnet.

## Handlung
Nachdem seine Legionäre erneut von den unbeugsamen Galliern vernichtend geschlagen wurden, sieht sich Julius Cäsar mit dem Gerücht konfrontiert, die Barbaren könnten Götter sein. Um dies zu entkräften, stellt er Asterix und Obelix in Anlehnung an die Prüfungen des Herkules zwölf Aufgaben, mit deren Lösung sie ihre Göttlichkeit beweisen sollen.
Die zwölf Aufgaben sind:
1. Ein Wettlauf mit dem pfeilschnellen Sprinter Merinos aus Marathon, den Asterix nur für sich entscheiden kann, indem er zum Zaubertrank greift. Während des Wettlaufs setzt er Merinos unter Druck, indem er behauptet, auf dem Weg Pilze und Blumen gepflückt zu haben. Dies führt schließlich dazu, dass Merinos bei voller Geschwindigkeit gegen einen Baum prallt und von Asterix bis ins Ziel geschleppt werden muss. Der Name des Merinos ist ein Wortspiel mit den in Griechenland verbreiteten Merinoschafen.
2. Ein Speerwurfwettbewerb mit dem Perser Kermes, dem besten Speerwerfer aller Zeiten, den Obelix besiegt. Kermes wirft seinen Speer mit aller Kraft bis nach Amerika, wo er neben einem Indianerhäuptling aus Umpah-Pah im Boden stecken bleibt. Obelix wirft den Speer jedoch in Dartpfeil-Manier so weit und fest, dass dieser die Erde einmal umrundet und Kermes sogar noch vor dem Speer davonlaufen muss.
3. Ein Judokampf mit dem bislang unbesiegten Teutonen Bombastik, den Asterix mit einer List besiegt: Nach mehreren vergeblichen Versuchen von Obelix, Bombastik zu bezwingen, bringt dieser Asterix auf dessen Schmeicheleien einige seiner Kampftechniken bei. Asterix besiegt Bombastik schließlich, als der sich seine Arme und Beine verknoten ließ und somit handlungsunfähig war.
4. Die Überfahrt zur „Insel der Freude“, deren aufreizende Priesterinnen Asterix und Obelix betören. Weil es dort aber keinen Wildschweinbraten (Obelix’ Leibspeise) gibt, beschließt Obelix empört, die Insel zu verlassen. Er streitet sich mit den Priesterinnen und nimmt den verklärten Asterix schließlich mit. Die Darstellung der Priesterinnen bezieht sich auf die Sage der Sirenen aus der Odyssee von Homer.
5. Dem hypnotischen Blick des ägyptischen Zauberers Iris zu widerstehen. Asterix greift hierbei erneut zu einem Trick, indem er den Zauberer ständig unterbricht und so sehr aus der Fassung bringt, dass er sich selbst hypnotisiert und für ein Wildschwein hält. (Zitat Iris: „Zum Teufel, sprich mir nach: Ich bin ein Wildschwein. Ich bin ein Wildschwein!“ – Asterix: „Du bist ein Wildschwein. Du bist ein Wildschwein.“) Der Name des Zauberers ist ein Wortspiel mit der im Auge befindlichen Iris.
6. Alle Mahlzeiten des belgischen Kochs Mannekenpix zu verspeisen, was für Obelix eine leichte Prüfung darstellt: Schon bald stürmt der Koch schluchzend aus seinem Lokal und verkündet, er sei ruiniert, weil Obelix seine gesamten Vorräte verspeist habe. Kurz danach kommt Obelix aus dem Restaurant und fragt, wo denn der Koch abgeblieben sei: er habe Obelix nach der Vorspeise einfach sitzen gelassen. Der Name des Chefkochs ist ein Wortspiel mit der Statue Manneken Pis in Brüssel.
7. Das Durchschreiten der Höhle der Bestie, aus der noch niemand zurückgekehrt ist. In der Höhle begegnen die Gallier Geistern und stehen kurz in einem U-Bahnhof mit der Stationsbezeichnung Alesia. Die Begegnung mit der Bestie selbst wird nicht gezeigt, doch in der Szene nach dem Verlassen der Höhle wird angedeutet, dass Obelix die Bestie gegessen hat.
8. Das Besorgen des „Passierscheins A38“ aus der Präfekturverwaltung, dem „Haus, das Verrückte macht“. Dabei werden sie für ein Antragsformular kreuz und quer durch den Gebäudekomplex von einem Beamten zum nächsten geschickt, die sich aber jeweils als „nicht zuständig“ ausgeben. Zusätzlich müssen sie immer wieder an dem schwerhörigen Pförtner vorbei, der glaubt, sie wollten eine Galeere eintragen, und der sie deshalb zur Hafenkommandantur schicken will. Asterix löst diese Aufgabe rechtzeitig, bevor er und Obelix wahnsinnig werden, indem er die Beamten „mit ihren eigenen Waffen schlägt“: Er erfindet einfach ein neues Formular, den „Passierschein A39, wie er im neuen Rundschreiben B65 festgelegt ist“. Nachdem ein Beamter nach dem anderen durch das Gebäude eilt, um herauszufinden, was es mit diesen unbekannten Papieren auf sich hat, werden die Beamten schließlich selbst wahnsinnig. Der Präfekt, der verzweifelt versucht, Ordnung in dieses Chaos zu bringen, wird von Asterix nach dem Passierschein A38 gefragt. Der Präfekt zieht ihn genervt aus seiner Tasche, wo er sich die ganze Zeit befunden hat, und übergibt ihn Asterix. Als der Präfekt Sekunden später merkt, was er da gerade getan hat, verliert auch er den Verstand.
9. Die Überquerung eines Krokodilflusses auf einem unsichtbaren Seil: Diese misslingt zwar, und Asterix und Obelix fallen in den Fluss, die Krokodile werden aber besiegt und landen nach kräftigen Hieben auf dem Seil. Asterix und Obelix klettern am anderen Ufer an Land.
10. Das Lösen eines Rätsels auf einem Berggipfel – bei dem Rätsel handelt es sich um das Erraten eines Weichspülers („Olympia, der Weichmacher der Götter“). Dieses Szenario ist eine Persiflage auf die zur Erscheinungszeit des Films noch recht populäre Waschmittelwerbung, in der die Testperson mit verbundenen Augen durch Befühlen zweier Wäschestapel denjenigen erkennen sollte, dessen Kleidung mit dem beworbenen Waschmittel behandelt wurde.
11. Die Übernachtung in der Ebene der Toten, in der es von Geistern gefallener Soldaten wimmelt. Als die Geister auftauchen, hält Obelix sie für Römer und versucht ständig vergebens, sie zu verprügeln. Asterix zeigt sich ihnen gegenüber aber furcht- und respektlos, da er einfach nur in Ruhe schlafen möchte, und vertreibt sie somit.
12. Schließlich das Überleben eines Gladiatorenkampfs im Kolosseum zu Rom. Bei dieser Aufgabe werden sie von ihren Freunden, die aus ihrem Dorf angereist sind, unterstützt. Nachdem die Gladiatoren besiegt sind, werden wilde Tiere in die Arena gelassen; die Gallier verwandeln daraufhin die Veranstaltung in eine Zirkusvorstellung.

Nach der Erfüllung der letzten Aufgabe sieht Cäsar die Göttlichkeit der Gallier als erwiesen an und überträgt ihnen die Herrschaft über das Römische Reich. Der Sieg wird mit dem traditionellen Bankett gefeiert. Julius Cäsar zieht sich ins Privatleben zurück und lebt mit Königin Kleopatra zusammen. Beim Festessen im Dorf fragt Obelix, ob sie nun tatsächlich die Herren von Rom seien. Asterix bestätigt dies und erklärt, dass sie von jetzt an alles tun und lassen können, was ihnen gefällt. Obelix teleportiert sich daraufhin mit einem gebratenen Wildschwein auf die Insel der Freude.

## Hintergrund
Der Film, der als bis dahin einziger nicht auf einem Comicalbum basiert, passt nicht in den Handlungsrahmen der anderen Geschichten, da er den Kampf der Gallier gegen die Römer quasi mit einem Sieg von Asterix und seinen Gefährten beendet. Eine Ungenauigkeit gibt es bezüglich der Aufgaben des Herakles: Die Römer müssten korrekterweise den lateinischen Namen Herkules benutzen, nehmen aber den altgriechischen Namen.
Parallel zum Film entstand eine von Albert Uderzos Bruder Marcel Uderzo gezeichnete 28-seitige Comicfassung 12 Prüfungen für Asterix, die als Reihe von Fortsetzungen in französischen Tageszeitungen erschien. In der normalen Albenreihe erschien die Geschichte jedoch nie, die bisher einzige deutsche Veröffentlichung erfolgte in der Zeitschrift Comixene (Ausgaben #24–29). Albert Uderzo gab diese Fassung nicht für weitere Nachdrucke frei, daher fehlt sie auch unter anderem in der im Jahr 2000 erschienenen Gesamtausgabe. Allerdings erschien 2016 beim Ehapa-Verlag das Album Asterix erobert Rom – Das große Buch zum Film als Softcover und Hardcover. Es handelt sich dabei jedoch nicht um einen Comic, sondern um eine Prosafassung mit Bildern aus dem Film.
In der deutschen Version des Films, für die Heinrich Riethmüller verantwortlich war, ist die Andeutung, dass Obelix die Bestie in der Höhle gegessen hat, stark abgeschwächt. Unmittelbar nach Durchquerung der Höhle der Bestie (Aufgabe 7) treffen sich Asterix und Obelix mit Gaius Pupus in einer Taverne. Auf dessen Frage, wie es bei der Bestie denn nun war, antwortet Obelix im Original: „Elle était bonne!“ („Sie war gut – ugs lecker – !“) und verlangt einen Verdauungsschnaps („Digestif“), worauf ihn Gaius Pupus entsetzt anschaut – es wird also klar verständlich angedeutet, dass Obelix die Bestie verspeist hat. In der deutschen Version sagt Obelix lediglich: „Ach, nicht besonders!“ und verlangt ein „Schnäpschen“, ohne dass diese Bemerkung ausdrücklich auf ein spezifisch nach dem Essen eingenommenes Getränk hinweist. Es gibt lediglich einen indirekten Hinweis vor der Begegnung mit der Bestie, wo Obelix angibt, hungrig zu sein, mit vernehmlichen Magenknurren. Nach der Begegnung ist er hingegen zufrieden, wie er nur in sattem Zustand ist. In der deutschen Fassung ist deswegen der entsetzte Blick von Gaius Pupus nach Obelix’ Antwort nicht nachvollziehbar und man erfährt auch nicht, wie Asterix und Obelix die Aufgabe überhaupt bewältigt haben. In der bairischen Version antwortet Obelix: „A bissal sehr fett war’sǃ“, was dem Original näher kommt, zudem bestellt er auch wieder direkt einen Schnaps. In der deutschen Comicversion (Comixene #26) antwortet Obelix: „Sie war gut!“ und „Ober, etwas Verdauungsförderndes!“
Eine ähnliche Ungenauigkeit kommt in der letzten Szene des Films vor. Auf Obelix’ Frage, ob die Gallier nun wirklich die Herrscher von Rom seien, erwidert Asterix im Original, dass es sich hier nur um einen Trickfilm handelt, wo schließlich alles möglich sei. Dies erklärt auch, warum Obelix sich plötzlich auf die Insel der Freude teleportieren kann. In der deutschen Fassung bejaht Asterix die Frage nur und erklärt, dass sie nunmehr tun könnten, was ihnen gefällt.

## Rezeption
Die Aufgabe, den „Passierschein A38“ im „Haus, das Verrückte macht“, zu besorgen, wird oft zitiert, wenn von übertriebener Bürokratie oder vom sprichwörtlichen Amtsschimmel die Rede ist. Auch im Französischen taucht der Begriff (franz.: le laissez-passer A38) außerhalb des Films auf. Im Videospiel The Witcher 3: Blood and Wine existiert die Quest Papierkrieg, welche als Easter Egg eine Anspielung auf die Aufgabe aus dem Film darstellt.
Mit 7,2 Millionen Zuschauern war Asterix erobert Rom der erfolgreichste Film, der 1976 in den deutschen Kinos lief. Er ist der einzige Zeichentrickfilm, der in Deutschland Zuschauerzahlen wie sonst nur Produktionen aus den Disney-Studios erreicht hat.

### Kritiken
„Dritter filmischer Aufguß der beliebten Comic-Serie, der in keiner Phase die heiter-satirische Note der Vorlage trifft; eher langweilend als unterhaltend.“

„Etwas vergilbt, aber Asterix bleibt Asterix.“

„[…] Asterix erobert Rom ist ein Klassiker des Zeichentrickgenres, der nichts an Witz eingebüßt hat.“

„Locker-frech und voll absurd-schöner Ideen strotzt ‚Asterix erobert Rom‘ geradezu vor guter Laune und ist für Jung wie Alt die perfekte Unterhaltung.“

## Synchronisation
| Rolle                                                 | Originalsprecher  | Deutsche Fassung (1976)                                    | Bayerische Fassung (2001)     |
| ----------------------------------------------------- | ----------------- | ---------------------------------------------------------- | ----------------------------- |
| Asterix                                               | Roger Carel       | Hans Hessling                                              | Michael Habeck                |
| Obelix                                                | Jacques Morel     | Edgar Ott                                                  | Michael Brennicke             |
| Miraculix                                             | Henri Virlojeux   | Arnold Marquis                                             | Toni Berger                   |
| Majestix                                              | Pierre Tornade    | Wolfgang Völz                                              | Norbert Gastell               |
| Julius Cäsar                                          | Jean Martinelli   | Siegfried Schürenberg                                      | Joachim Höppner               |
| Gaius Pupus                                           | Roger Carel       | Dieter Kursawe                                             | Jakob Riedl                   |
| Ehrwürdiger                                           | Gérard Hernandez  | Knut Hartwig                                               | Günter Wolf                   |
| Judoka Bombastik                                      | Roger Lumont      | Toni Herbert                                               | Michael Rüth                  |
| Koch Mannekenpix                                      | Stéphane Steeman  | Erich Fiedler                                              | Walter von Hauff              |
| Magier Iris                                           | Henri Virlojeux   | Jochen Schröder                                            | Michael Gahr                  |
| Zenturio                                              | Claude Bertrand   | Gerd Holtenau                                              | Hartmut Neugebauer            |
| Erzähler                                              | Pierre Tchernia   | Joachim Cadenbach                                          | Andreas Neumann               |
| Portier im Haus, das Verrückte macht                  | Henri Labussière  | Joachim Cadenbach                                          | Manfred Schmidt               |
| Priesterin der Insel der Freude                       | Micheline Dax     | Beate Hasenau                                              | Marion Hartmann               |
| Präfekt im Haus, das Verrückte macht                  | Bernard Lavalette | Friedrich Schoenfelder                                     | Hartmut Neugebauer            |
| Anführer der Geisterarmee                             | Georges Atlas     | Gerd Holtenau                                              | Walter von Hauff              |
| Kleopatra                                             | Micheline Dax     | Renate Danz                                                | –                             |
| Frau am Schalter 2 im Haus, das Verrückte macht       | Odette Laure      | Renate Danz                                                | Michele Sterr                 |
| Gladiatorentrainer                                    | Jacques Hilling   | Hans Schwarz                                               | Thomas Rau                    |
| Gutemine                                              | Nicole Vervil     | Imke Barnstedt                                             | Michele Sterr                 |
| Indianerhäuptling                                     | Claude Dasset     | Manfred Meurer                                             | Hartmut Neugebauer            |
| Jupiter / Merkur                                      | Jean Martinelli   | Manfred Meurer                                             | Patrick Buttmann              |
| Mann auf der Schaukel                                 | Jacques Morel     | Ingo Osterloh                                              | Michael Rüth                  |
| Troubadix                                             | Pierre Tornade    | Wilfried Herbst                                            | Hans Well                     |
| Venus / Minerva                                       | Monique Thubert   | Renate Danz                                                | Uta Kienemann-Zaradic         |
| Ansager in der Arena                                  | –                 | Lothar Hinze                                               | Walter von Hauff              |
| Bote                                                  | –                 | Rolf Marnitz                                               | Norbert Gastell               |
| Diana                                                 | –                 | Eva Lissa                                                  | –                             |
| Frau am Schalter 1 & 8 im Haus, das Verrückte macht   | –                 | Inge Landgut                                               | Michele Sterr Marion Hartmann |
| Frau am Schalter 12 & 42 im Haus, das Verrückte macht | –                 | Inge Wolffberg                                             | Maria Böhme                   |
| Frau am Schalter 26 im Haus, das Verrückte macht      | –                 | Eva Lissa                                                  | –                             |
| Frau am Schalter 35 & 14 im Haus, das Verrückte macht | –                 | Erna Haffner                                               | Dorothea Anzinger             |
| Frau am Schalter 7 im Haus, das Verrückte macht       | –                 | Margot Rothweiler                                          | Michele Sterr                 |
| Gallier                                               | –                 | Wilfried Herbst                                            | –                             |
| Gallier                                               | –                 | Hans Walter Clasen                                         | –                             |
| Gallier                                               | –                 | Lothar Hinze                                               | –                             |
| Gallier                                               | –                 | Hans Schwarz                                               | –                             |
| Gallierin                                             | –                 | Karin Buchholz                                             | –                             |
| Kolosseums-Hausmeister                                | –                 | Toni Herbert                                               | –                             |
| Koordinator                                           | –                 | Rolf Marnitz                                               | Michael Gahr                  |
| Legionär #1                                           | –                 | Erich Poremski                                             | Michael Rüth                  |
| Mädchen #2 auf der Insel der Freude                   | –                 | Karin Buchholz                                             | –                             |
| Mädchen #3 und #4 auf der Insel der Freude            | –                 | Käte Jaenicke                                              | –                             |
| Senator #1                                            | –                 | Hans Schwarz                                               | Michael Gahr                  |
| Senator #2                                            | –                 | Rolf Marnitz                                               | Michael Rüth                  |
| Senator #3                                            | –                 | Gerd Holtenau                                              | Hartmut Neugebauer            |
| Skelett                                               | Georges Atlas     | Manfred Meurer                                             | Hartmut Neugebauer            |
| Soldat in Rom                                         | –                 | Manfred Petersen                                           | Hartmut Neugebauer            |
| Verleihnix                                            | –                 | Wilfried Herbst (1. Stimme) Hans Walter Clasen (2. Stimme) | Peter Musäus                  |
| Legionär #2                                           | –                 | –                                                          | Thomas Rau                    |
| Vulkan                                                | –                 | –                                                          | Martin Schwarzenberg          |
| Wächter                                               | –                 | –                                                          | Michael Gahr                  |
| Automatix                                             | Georges Atlas     | –                                                          | Gernot Duda                   |
| Mars                                                  | Georges Atlas     | –                                                          | Thomas Albus                  |
| Kellner                                               | –                 | –                                                          | Andreas Borcherding           |
| Mädchen #1 auf der Insel der Freude                   | –                 | Margot Rothweiler                                          | Melanie Manstein              |
| Gladiator #2                                          | –                 | –                                                          | Thomas Albus                  |